# Süütej caj

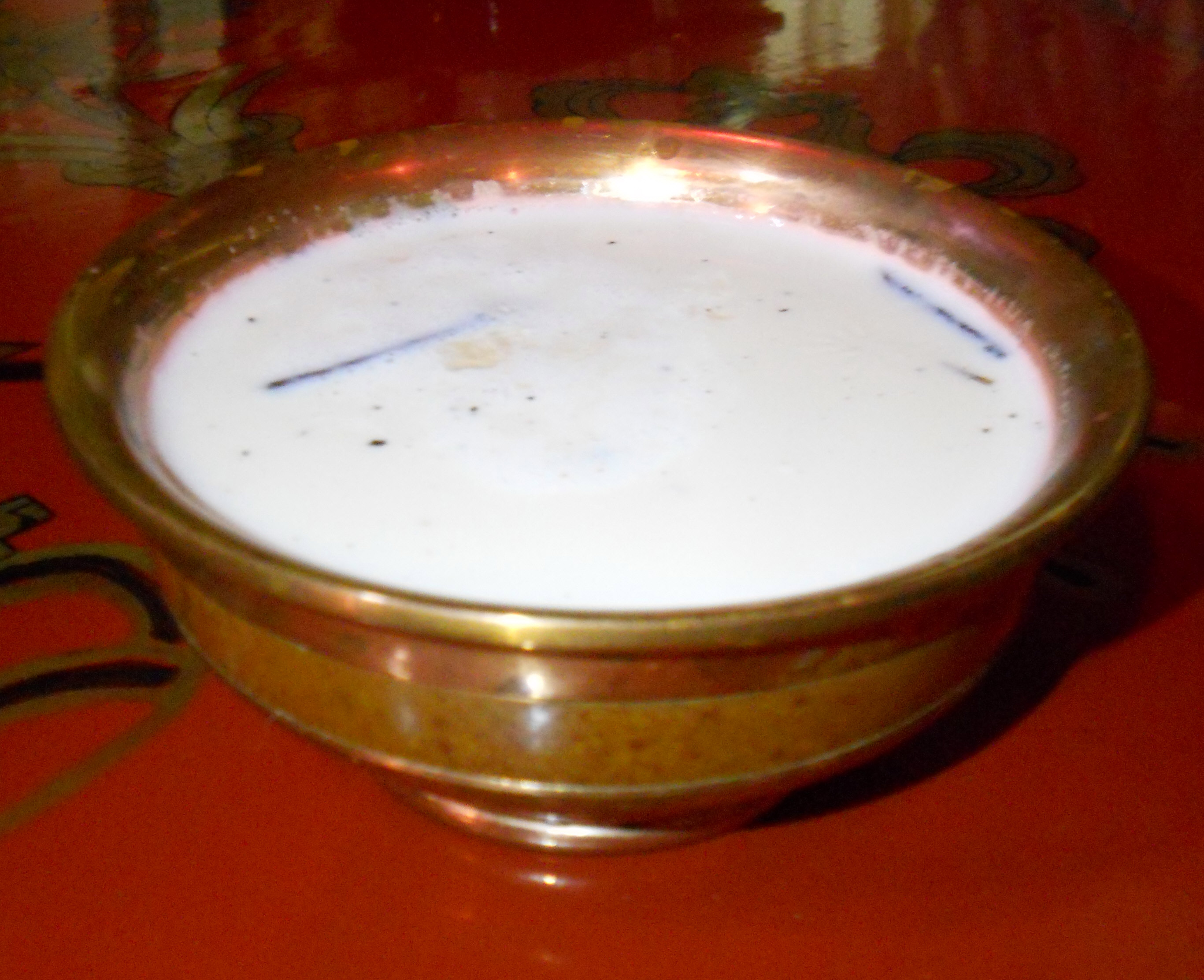
Süütej caj

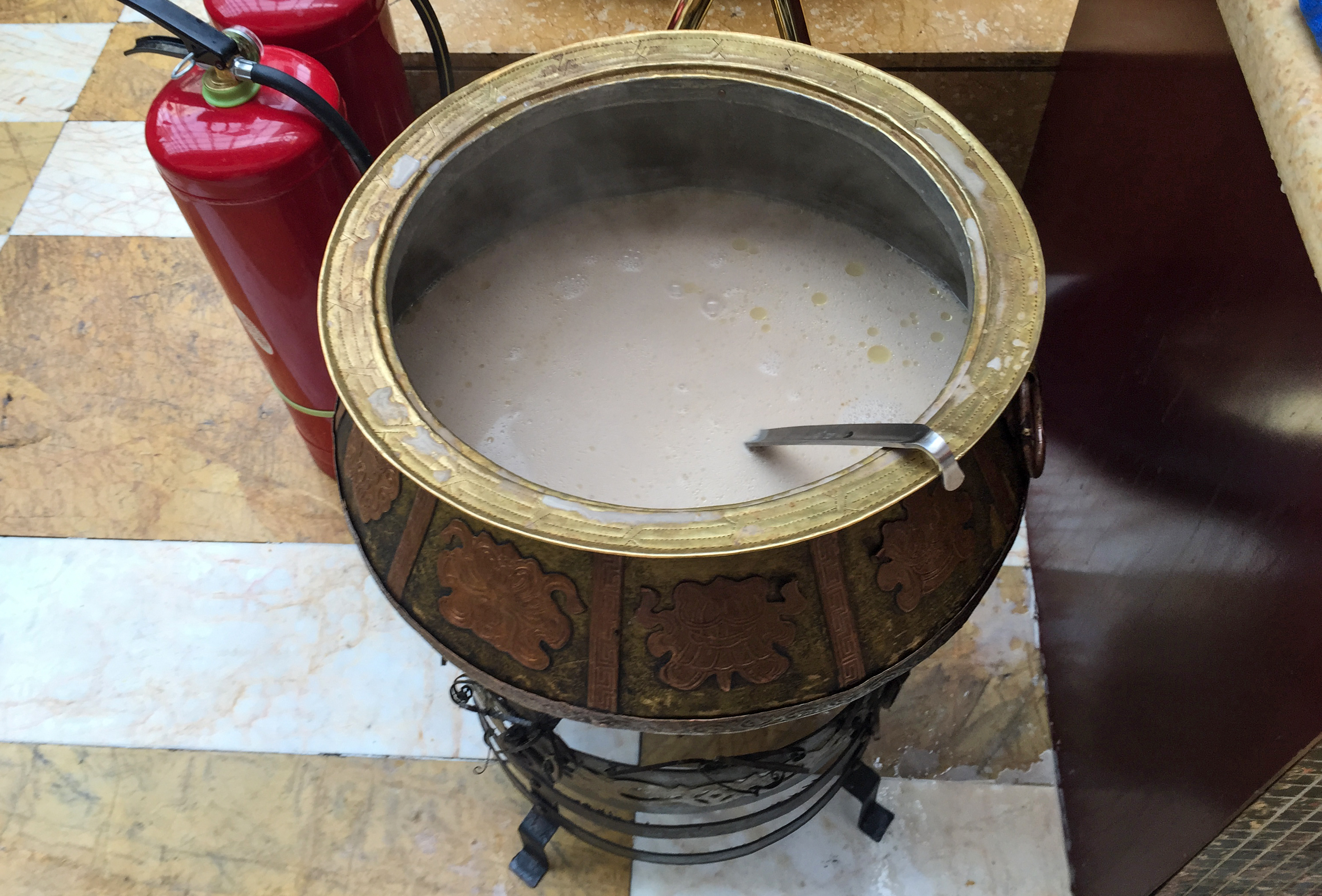
Příprava süütej caje

Süütej caj (mongolsky ᠰᠦᠨ ᠲᠡᠢ ᠴᠠᠢ сүүтэй цай, tuvinsky сүттүг-шай, turecky sütlü çay), doslova čaj s mlékem (mléčný čaj) je tradiční mongolský nápoj. Nápoj je také známý pod názvy sutej caj, süütei tsai, tsutai tsai nebo mongolský slaný čaj.
Süütej caj se připravuje z vody, mléka, listů čaje (v Mongolsku zpravidla lisovaný čaj, používá se jak černý, tak zelený) a soli. Jednoduchý recept z jednoho litru vody, litru mléka, lžící zeleného čaje a čajovou lžičkou soli. Složky se však často liší.